# 上海市商务委员会
上海市商务委员会（上海市口岸服务办公室）是上海市人民政府内主管上海市内商务贸易和对外经济合作的组成部门。

## 机构设置

### 委机关内设机构
- 上海市商务委员会办公室
- 综合处
- 财务处
- 外事处
- 干部人事处
- 公平贸易处
- 市场体系建设处
- 市场秩序管理处
- 市场运行调控处
- 国际服务贸易处
- 外商投资促进处
- 对外经济合作处
- 服务业发展处
- 商贸行业管理处
- 外贸发展处
- 外国投资管理处
- 机电和科技产业处
- 党委
- 监察室

### 直属企事业单位
上海市商务委员会直属企事业单位有：
- 上海市外国投资促进中心（上海市对外投资促进中心）
- 上海市对外经济贸易教育培训中心
- 上海国际经济贸易研究所
- 上海外经贸投资（集团）有限公司
- 上海对外经济贸易计算中心（网络中心）
- 上海市对外经贸服务中心
- 上海对外经济技术交流中心
- 外经贸老干部活动中心
- 上海钻石交易联合管理办公室
- 上海市酒类专卖管理局
- 上海市酒类产品质量监督检验站
- 上海市商业网点管理办公室
- 上海市商业展览办公室
- 上海市商业经济研究中心（上海市商业信息中心）
- 上海市良商老干部管理中心
- 上海市财贸老干部活动中心
- 上海商业人才开发服务中心
- 《上海商业》杂志社
- 《国际商业技术》杂志